# Шванк
Шванк (нем. Schwank, от средневерхненемецкого swanc — весёлая идея) — жанр немецкой городской средневековой литературы, аналогичный французскому фаблио, небольшой юмористический рассказ в стихах, а позднее в прозе, часто сатирического и назидательного характера.
Шванк возник в Германии в XIII веке, расцвета достиг в творчестве австрийского поэта Штрикера (середина XIII века). В цикле весёлых шванков «Поп Амис», в центре которых стоит фигура ловкого попа, извлекающего для себя пользу из любой ситуации, представлена немецкая действительность XIII века.
Аналоги шванка: у французов — фаблио, у итальянцев — фацеция.